# Marie-Thérèse Houphouët-Boigny
Marie-Thérèse Houphouët-Boigny (sinh ngày 23 tháng 6 năm 1930) là Đệ nhất phu nhân của Bờ biển Ngà từ năm 1962 đến 1993. Chồng bà là Félix Houphouët-Boigny, Tổng thống đầu tiên của Bờ Biển Ngà.
Bà được sinh ra Marie-Thérèse Brou vào ngày 23 tháng 6 năm 1930 tại một vùng ngoại ô của Abidjan, Bờ biển Ngà, Tây Phi thuộc Pháp. bà là một trong sáu đứa con của cha mẹ bà. Khi Brou 16 tuổi, bà và mười chín bà gái Ivorian khác được chọn theo học trường tư ở Pháp. Khi sống ở Pháp, bà đã gặp và kết hôn với chồng mình, Félix Houphouët-Boigny, khi bà 21 tuổi. Houphouët-Boigny lớn hơn bà 25 tuổi.
Houphouët-Boigny đã lọt vào mắt xanh của giới truyền thông trong chuyến viếng thăm Nhà Trắng Kennedy năm 1962 và được một phương tiện truyền thông starstruck mệnh danh là "Châu Phi của Jackie".
Năm 1987, Đệ nhất phu nhân Houphouët-Boigny, bà thành lập Quỹ quốc tế N'Daya, chuyên cải thiện sức khỏe, phúc lợi và giáo dục trẻ em ở châu Phi. Là chủ tịch của Quỹ, bà đã lãnh đạo nhiều dự án hỗ trợ trẻ em. Năm 1990, bà đã giúp tạo và sản xuất một phim hoạt hình, Kimboo, để cung cấp các anh hùng hoạt hình cho trẻ em châu Phi.
Marie-Thérèse là đệ nhất phu nhân của Bờ Biển Ngà trong 33 năm, cho đến khi chồng bà qua đời năm 1993.
Félix và Marie-Thérèse không có con đẻ, nhưng đã nhận nuôi ba đứa con chung.